# Brusarci (gmina)
Brusarci (bułg. Община Брусарци) – gmina w północno-zachodniej Bułgarii, w obwodzie Montana.

## Miejscowości
Miejscowości wchodzące w skład gminy Brusarci:
- Brusarci (bułg.: Брусарци) – siedziba gminy,
- Bukowec (bułg.: Буковец),
- Dondukowo (bułg.: Дондуково),
- Dybowa machała (bułg.: Дъбова махала),
- Kiselewo (bułg.: Киселево),
- Knjażewa machała (bułg.: Княжева махала),
- Kriwa bara (bułg.: Крива бара),
- Odorowci (bułg.: Одоровци),
- Smirnenski (bułg.: Смирненски),
- Wasiłowci (bułg.: Василовци).